# Beurs (metrostation)
Beurs is het belangrijkste metrostation in Rotterdam. Dit station ligt op de kruising van twee bundels metrolijnen, A/B/C en de dieper gelegen bundel D/E (samen alle metrolijnen). Het is daardoor een van de drukste metrostations van Rotterdam, mede doordat het onder de Coolsingel en in het centrum van Rotterdam ligt. Ook is het een onderdeel van de Koopgoot.

## Geschiedenis
Station Beurs werd geopend op 9 februari 1968, toen de Erasmuslijn (destijds Noord-Zuidlijn genoemd), als eerste Rotterdamse metrolijn in gebruik kwam. Op 6 mei 1982 werd ook een station geopend aan de Calandlijn. Dit station, dat al in 1967 in ruwbouw gereed was, heette destijds station Churchillplein en was ondergronds verbonden met station Beurs. Sinds eind jaren 90 worden beide gedeelten beschouwd als één geheel, onder dezelfde naam. In 2000 werd het station opgeknapt en kreeg het een veel lichtere en modernere uitstraling. De perrons van lijn D werden dubbel zo breed om de toegenomen reizigers meer ruimte te bieden.
In het verleden bestond er ook een spoorwegstation Beurs, dat in 1877 zijn deuren opende, maar dat station lag verder richting het oosten, ongeveer waar nu station Rotterdam Blaak ligt.

### Afbeeldingen

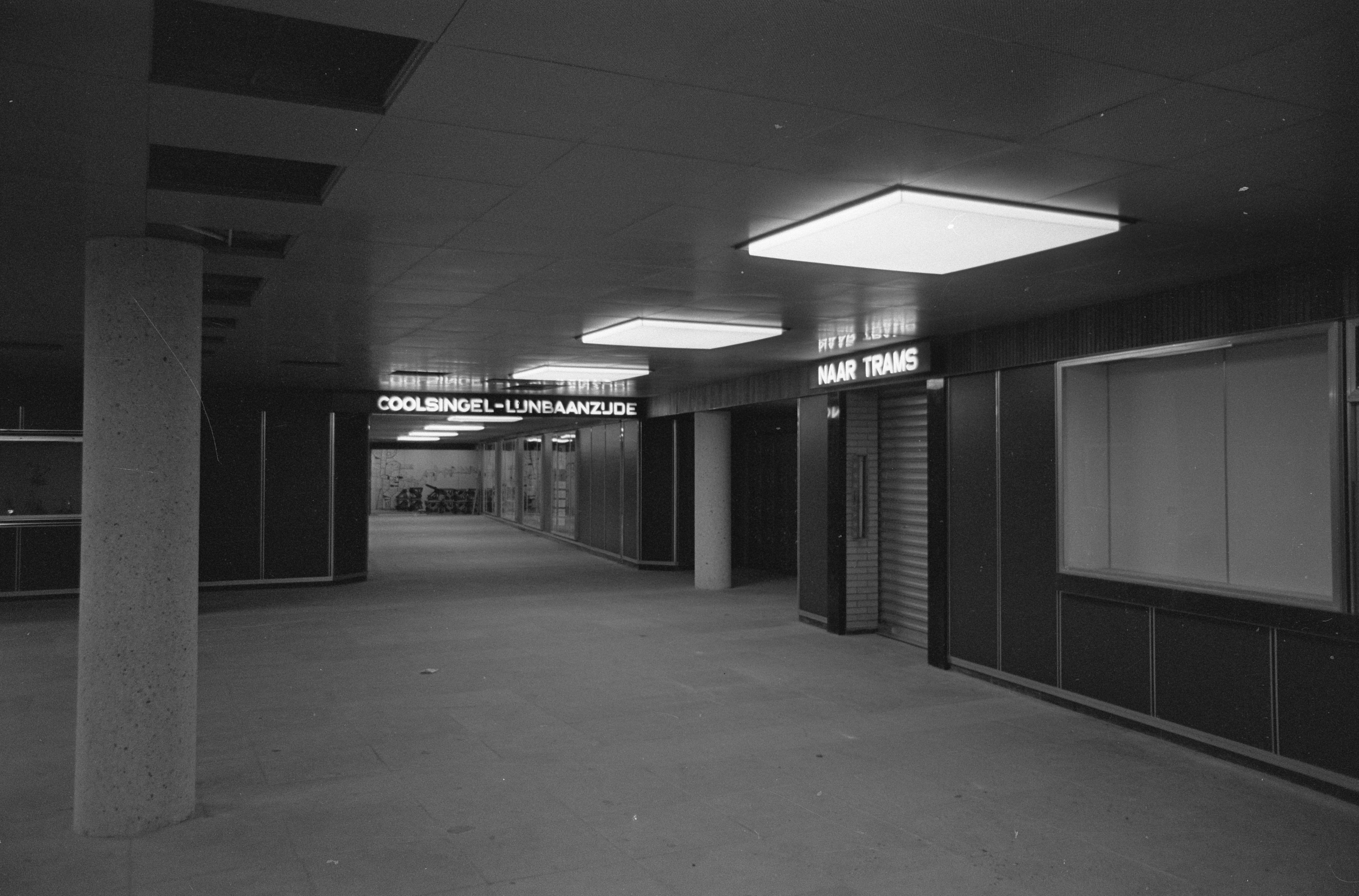
Stationshal; anno 1967
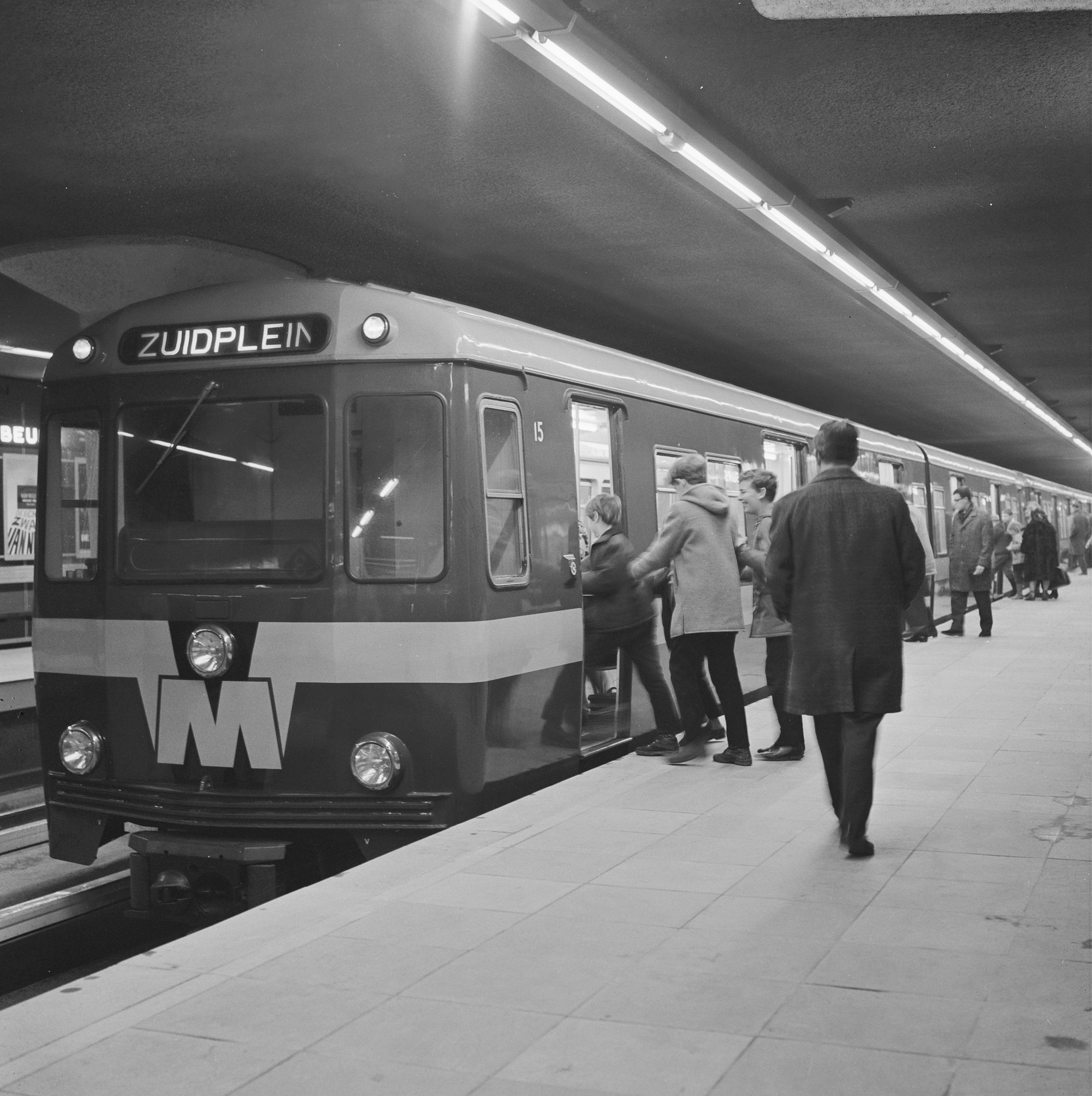
1968
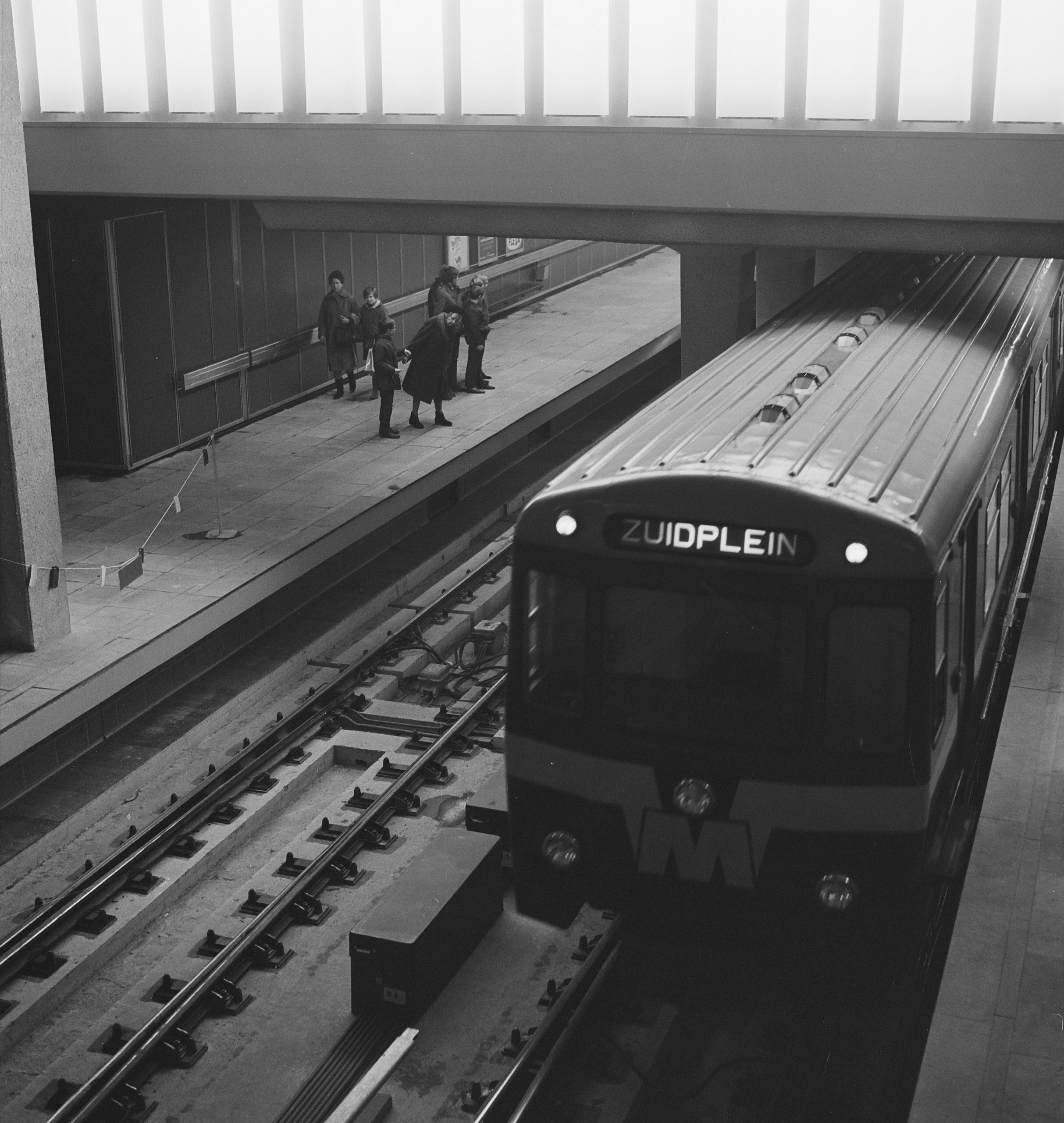
1968
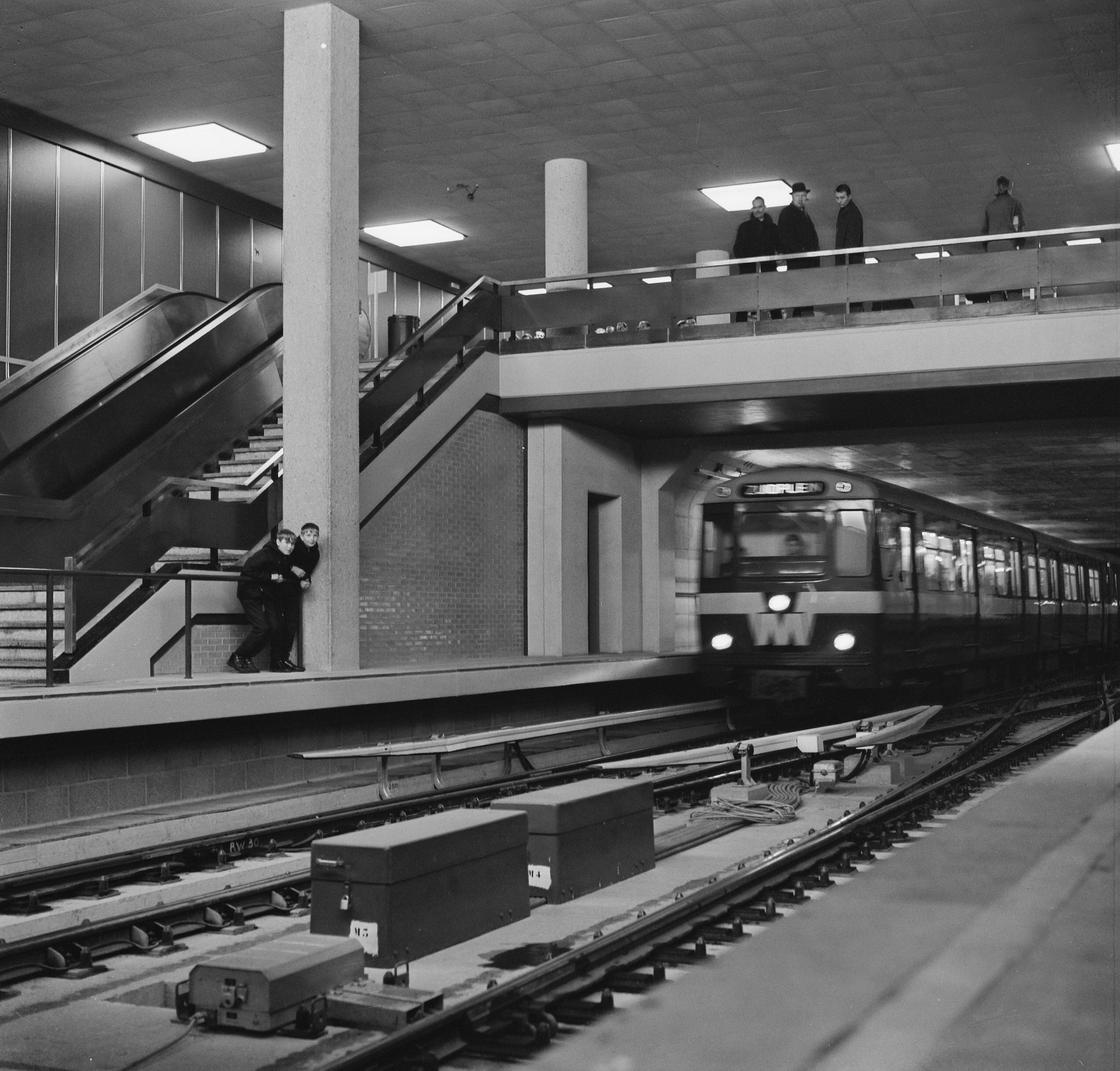
1968
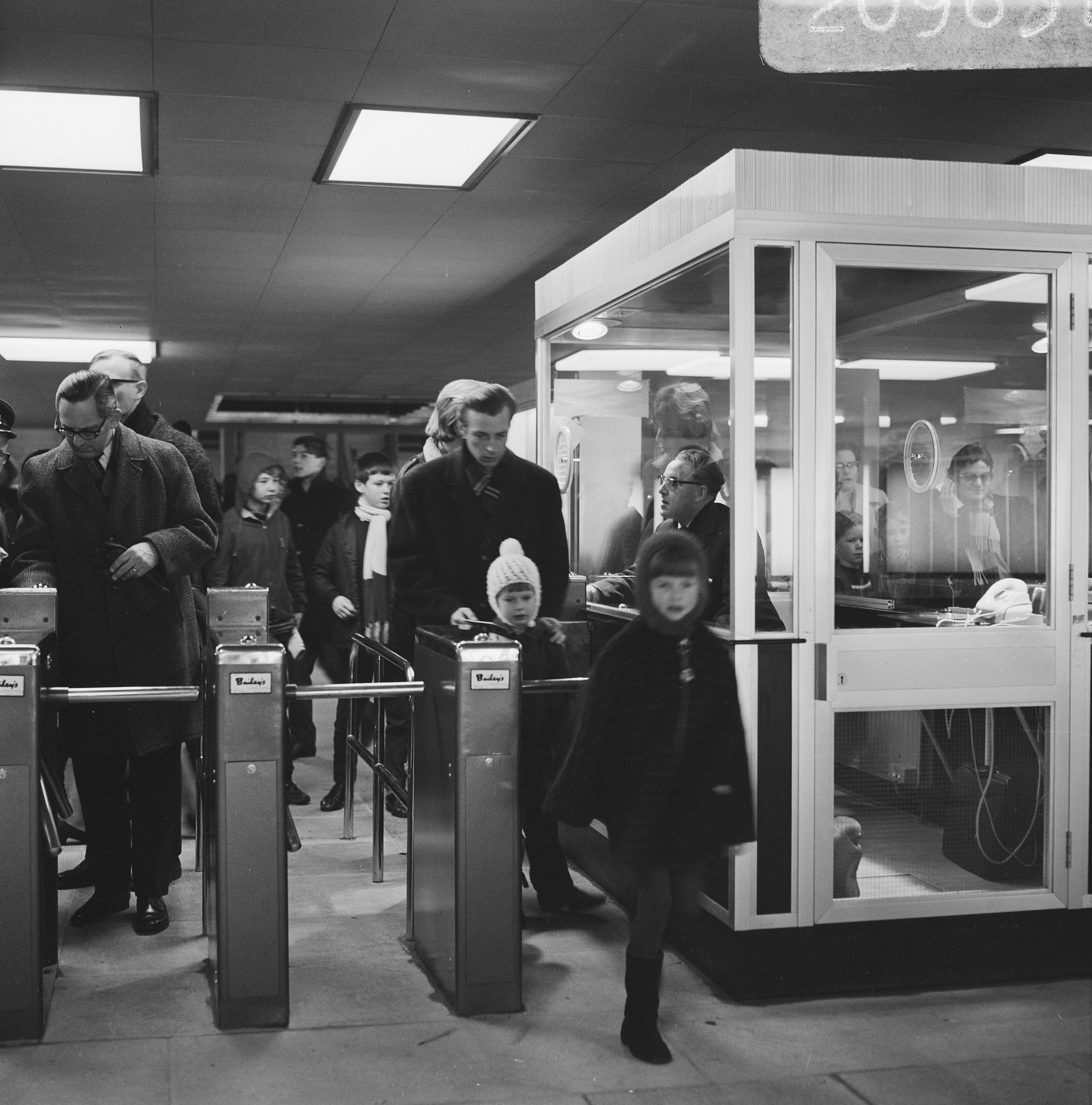
Stationshal; anno 1968

## Huidige situatie
Het station heeft de vorm van een T. Aan de noordzijde van de perrons van metrolijn D en E bevindt zich een kleine stationshal die uitkomt in de passage van de Koopgoot onder de Coolsingel. Aan de zuidzijde van het station, tussen metrolijnen D en E en de één niveau hoger gelegen sporen van de lijnen A, B en C, bevindt zich een winkelpassage met uitgangen richting het Churchillplein en het Binnenwegplein. Onder deze zuidelijke stationshal bevinden zich twee tunnels die de perrons van de lijnen verbinden.

### Tramhalte
Op de tramhalte stoppen de trams van de volgende lijnen:
| Lijn | Route |
| ---- | --- |
| 1    | De Esch - Woudestein - Oostplein - Station Blaak - Beurs - Lijnbaan - Kruisplein - Rotterdam CS - Kruisplein - West-Kruiskade - 1e Middellandstraat - Vierambachtsstraat - Mathenesserplein - Mathenesserbrug - P.C. Hooftplein - Marconiplein - Schiedamseweg - Koemarkt - Broersvest - Station Schiedam Centrum - Parkweg - Schiedam Nieuwland - Hof van Spaland - Holy     |
| 3    | Beverwaard - P+R Beverwaard - Keizerswaard - Prinsenplein - Adriaan Volkerlaan - Dwarsdijk - De Kuip – Varkenoordseviaduct - Laan op Zuid - Wilhelminaplein - Leuvehaven - Beurs - Lijnbaan - Kruisplein - Rotterdam CS |
| 5    | Rotterdam CS - Kruisplein - Lijnbaan - Beurs - Leuvehaven - Wilhelminaplein - Laan op Zuid - Stadion Feyenoord - Maashaven - Hillevliet - Randweg - Breeplein - Sandelingplein - Groene Hilledijk - Paasweide - Langenhorst - Vrijenburg - Meerwede - Middeldijkerplein - Carnisselande                                                                                       |
| 11   | De Esch - Woudestein - Oostplein - Station Blaak - Beurs - Lijnbaan - Kruisplein - Rotterdam CS - Kruisplein - West-Kruiskade - 1e Middellandstraat - Vierambachtsstraat - Mathenesserplein - Mathenesserbrug - P.C. Hooftplein - Marconiplein - Schiedamseweg - Koemarkt - Broersvest - Station Schiedam Centrum - Parkweg - Schiedam Nieuwland - Hof van Spaland - Woudhoek |

### Stadsbussen
Op de bushalte Westblaak stoppen de bussen van de volgende lijnen:
| Lijn | Route |
| ---- | --- |
| 32   | Station Zuid - Feijenoord - Koninginnebrug - Willemsbrug - Willemswerf - Station Blaak - Westblaak - Eendrachtsplein - Mathenesserlaan - Heemraadsplein - Mathenesserplein - Kleinpolderplein - Overschie |

In de stationshal bevindt zich onder meer een vestiging van de klantenservice van de RET.

### Afbeeldingen

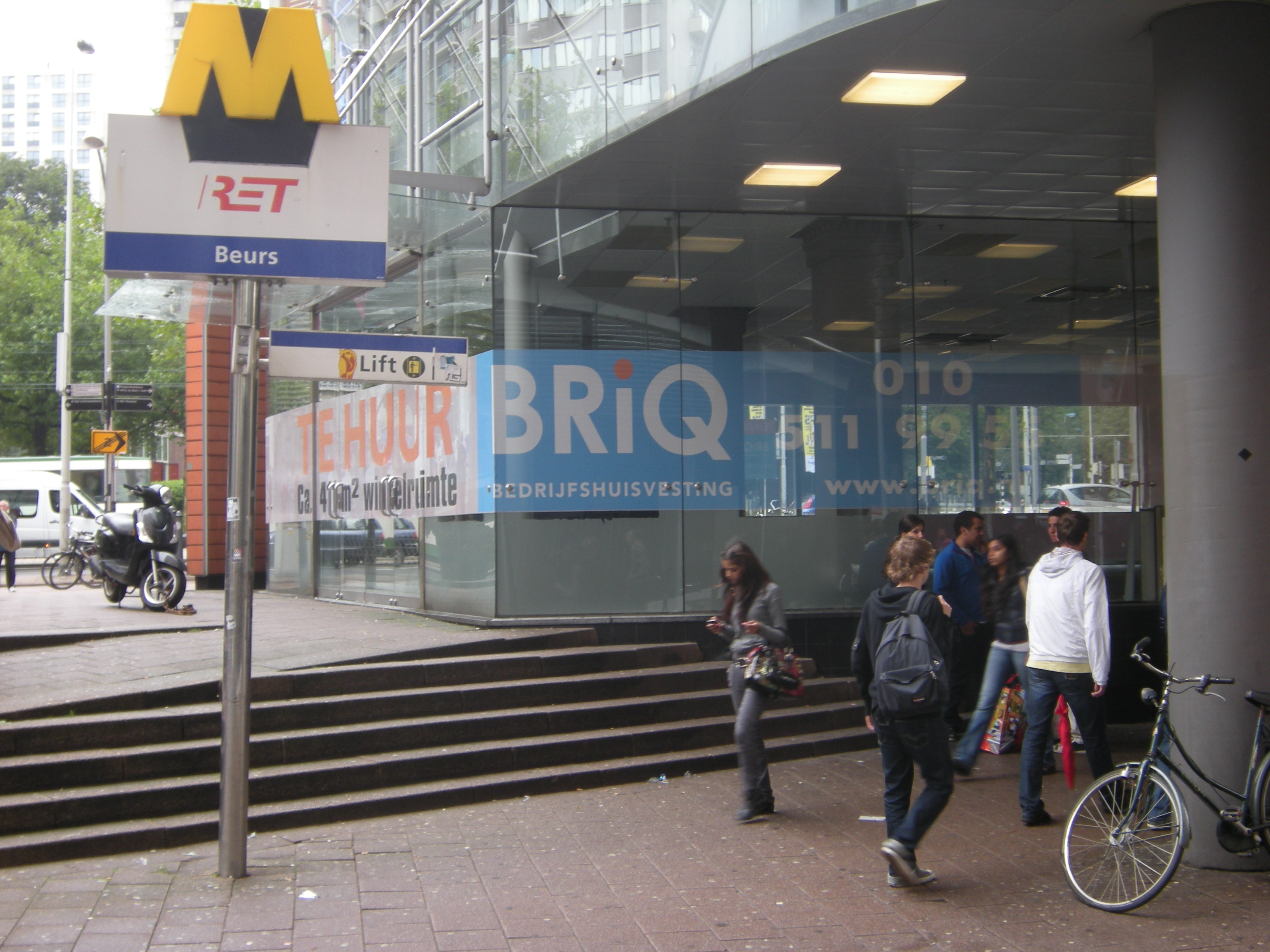
Ingang metrostation op het Binnenwegplein
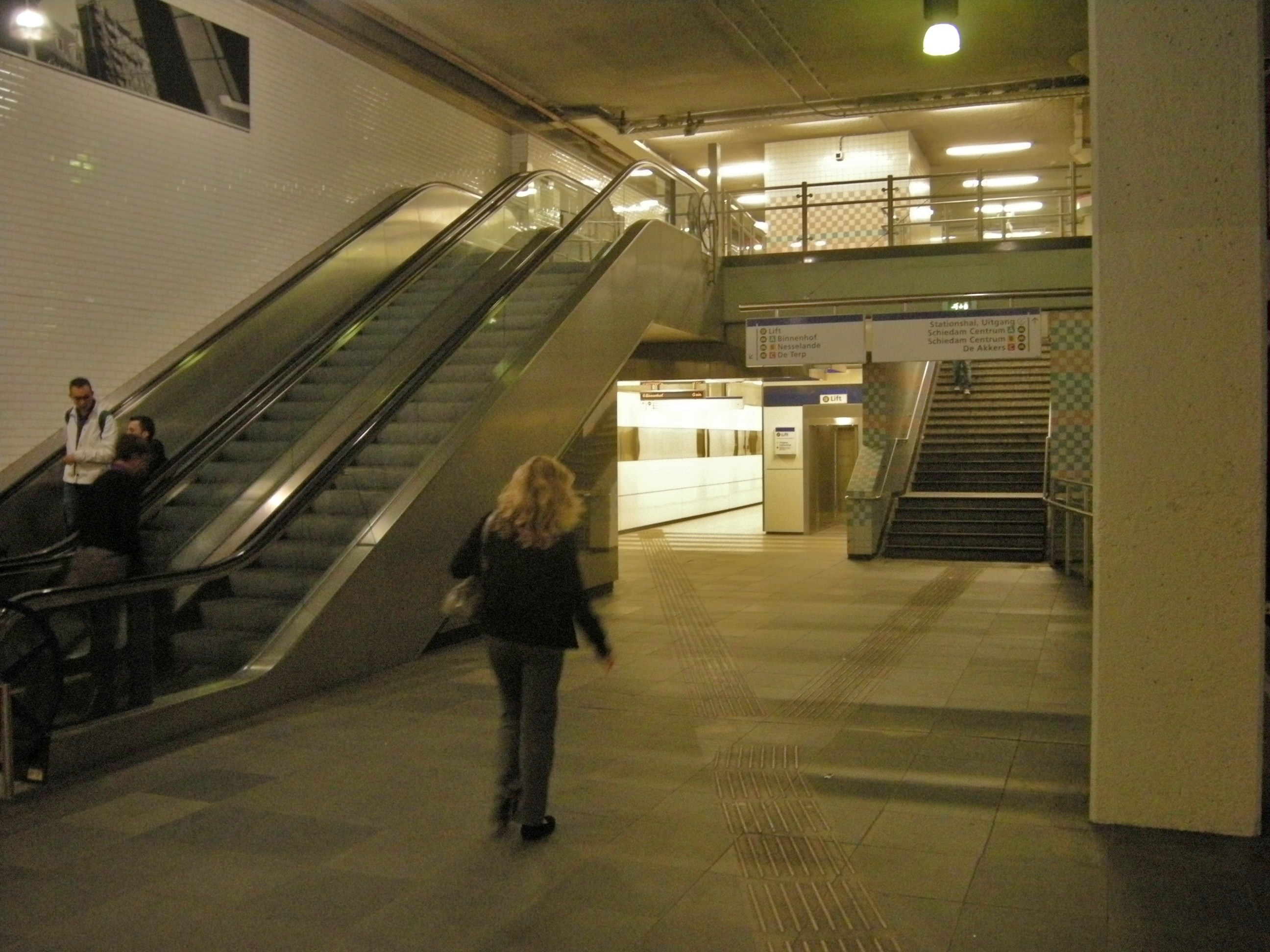
Voetgangerstunnel naar lijnen A, B en C
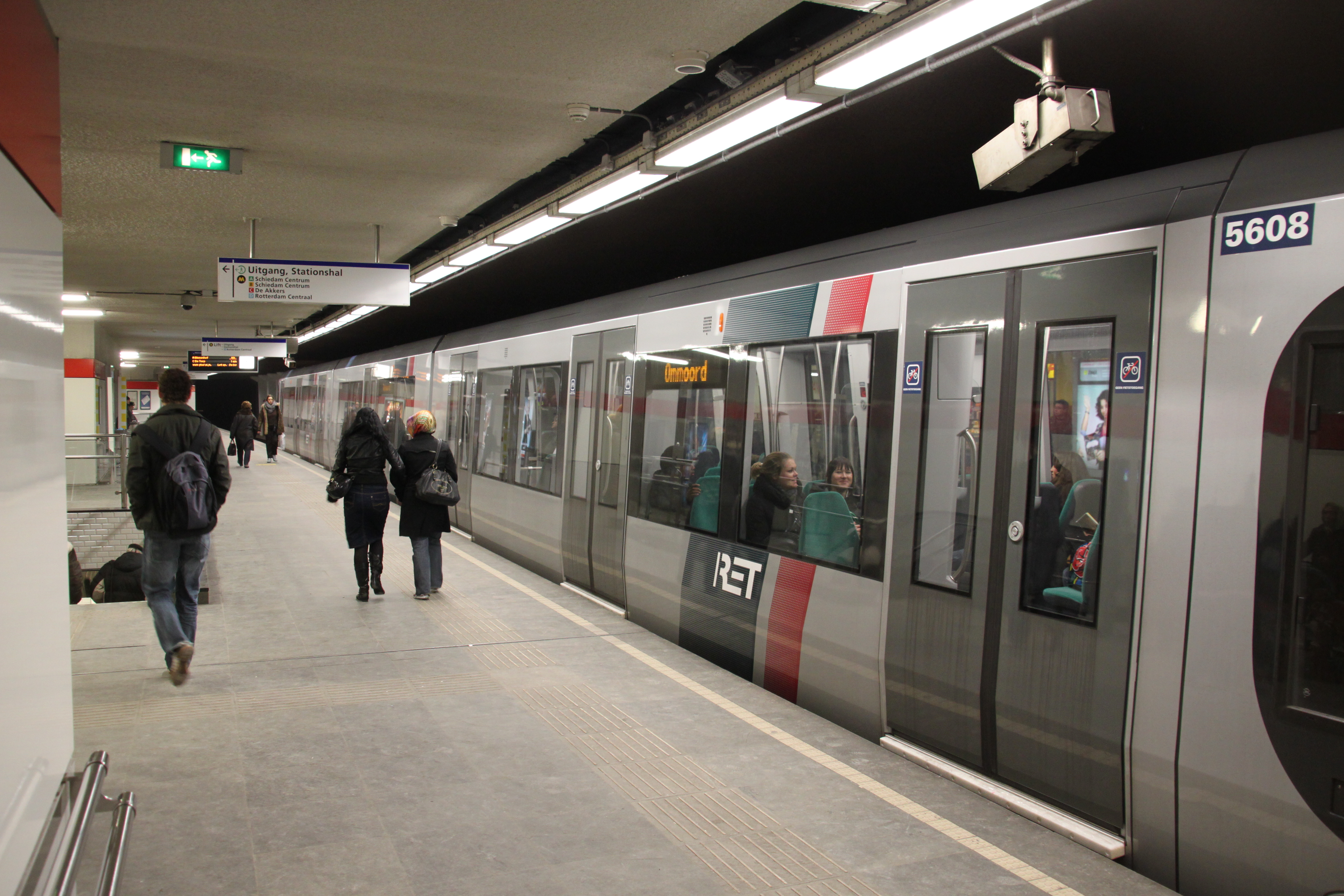
Perron metrolijn A, B en C richting oost met metrostel uit 5600-serie
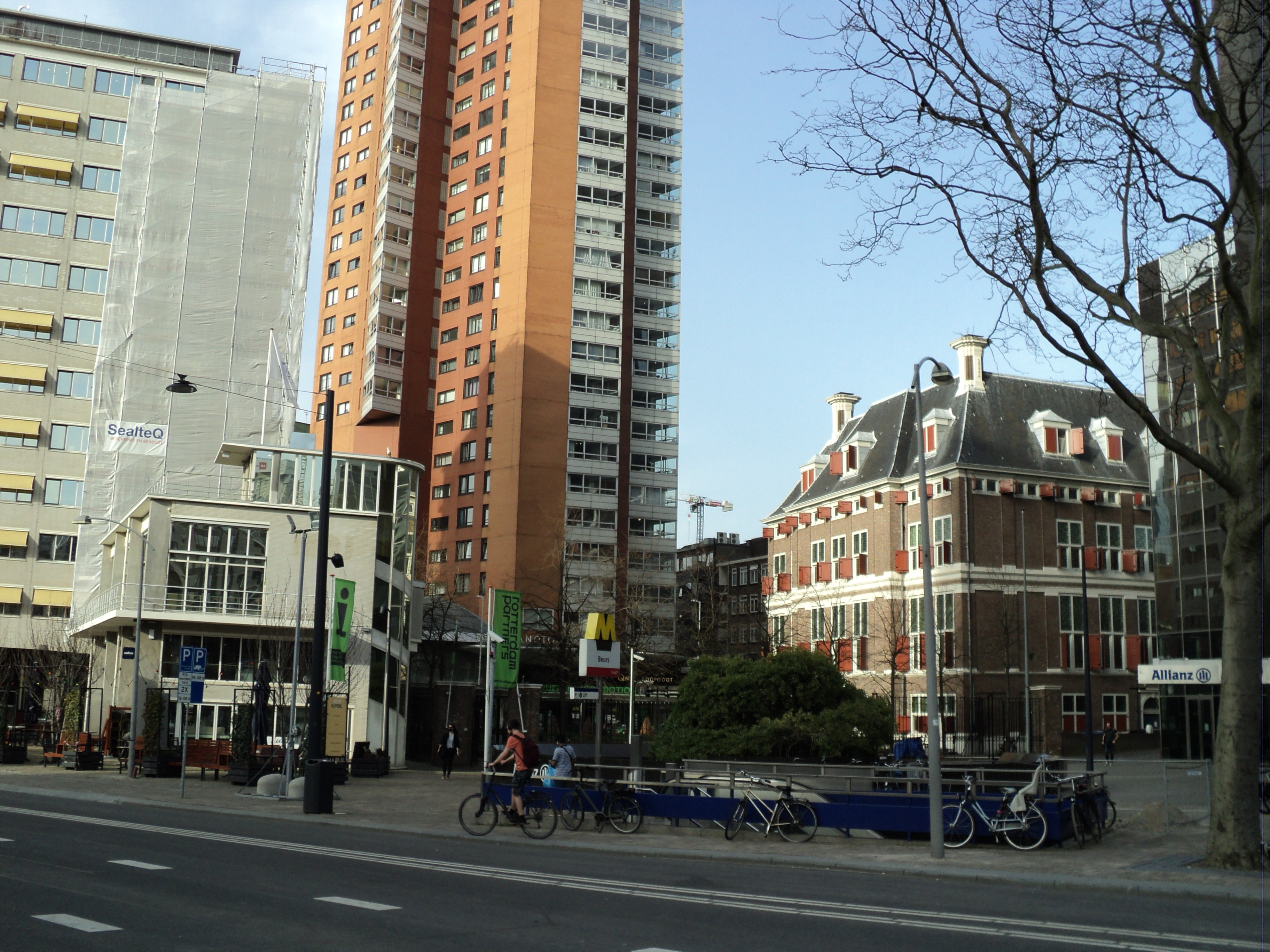
Ingang metrostation op de Coolsingel gezien vanaf de gelijknamige tramhalte.

Binnenhof · Romeynshof · Graskruid · Alexander  · Oosterflank · Prinsenlaan · Schenkel · Capelsebrug · Kralingse Zoom · Voorschoterlaan · Gerdesiaweg · Oostplein · Blaak  · Beurs · Eendrachtsplein · Dijkzigt · Coolhaven · Delfshaven · Marconiplein · Schiedam Centrum 
Nesselande · De Tochten · Ambachtsland · Nieuw Verlaat · Hesseplaats · Graskruid · Alexander  · Oosterflank · Prinsenlaan · Schenkel · Capelsebrug · Kralingse Zoom · Voorschoterlaan · Gerdesiaweg · Oostplein · Blaak  · Beurs · Eendrachtsplein · Dijkzigt · Coolhaven · Delfshaven · Marconiplein · Schiedam Centrum  · Schiedam Nieuwland · Vlaardingen Oost · Vlaardingen Centrum · Vlaardingen West · Maassluis Centrum · Maassluis West · Steendijkpolder · Hoek van Holland Haven · Hoek van Holland Strand
De Terp · Capelle Centrum · Slotlaan · Capelsebrug · Kralingse Zoom · Voorschoterlaan · Gerdesiaweg · Oostplein · Blaak  · Beurs · Eendrachtsplein · Dijkzigt · Coolhaven · Delfshaven · Marconiplein · Schiedam Centrum  · Parkweg · Troelstralaan · Vijfsluizen · Pernis · Tussenwater · Hoogvliet · Zalmplaat · Spijkenisse Centrum · Heemraadlaan · De Akkers
Rotterdam Centraal  · Stadhuis · Beurs · Leuvehaven · Wilhelminaplein · Rijnhaven · Maashaven · Zuidplein · Slinge · Rhoon · Poortugaal · Tussenwater · Hoogvliet · Zalmplaat · Spijkenisse Centrum · Heemraadlaan · De Akkers
Den Haag Centraal  · Laan van NOI  · Voorburg 't Loo · Leidschendam-Voorburg · Forepark · Leidschenveen · Nootdorp · Pijnacker Centrum · Pijnacker Zuid · Berkel Westpolder · Rodenrijs · Meijersplein/Airport · Melanchthonweg · Blijdorp · Rotterdam Centraal  · Stadhuis · Beurs · Leuvehaven · Wilhelminaplein · Rijnhaven · Maashaven · Zuidplein · Slinge